# Samael Aun Weor

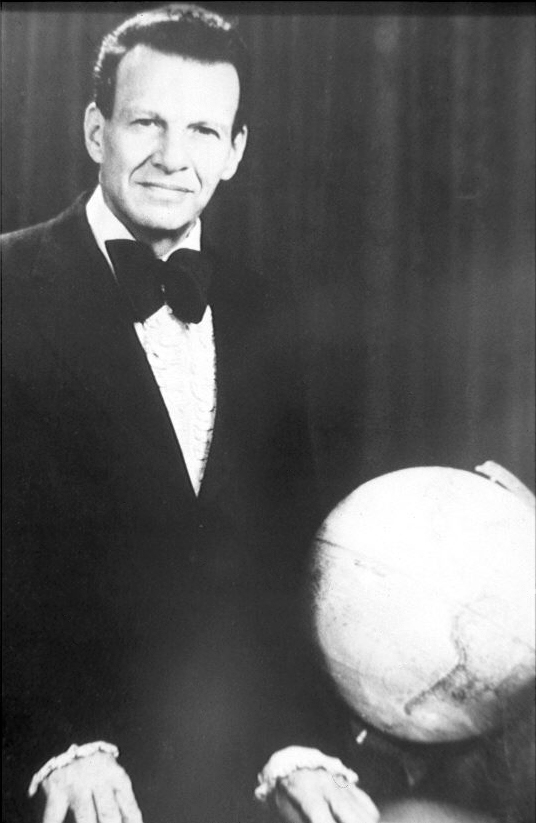
Samael Aun Weor

Samael Aun Weor (* 6. März 1917 in Bogotá, Kolumbien; † 24. Dezember 1977) war Begründer einer neuzeitlichen esoterischen Bewegung, die sich als „Gnostische Bewegung“ oder Filosofia Perenne y Universal („die ewige und universelle Philosophie“) verstand. Er selbst und seine Anhänger betrachten ihn als den „Buddha Maitreya Kalki Avatara des neuen Wassermannzeitalters“, als einen neuzeitlichen Philosophen, Anthropologen, Psychologen und bezeichnen seine Lehre als „Lehre der Synthesis“ aller Religionen und Kulturen bzw. Mysterien.
1950 erschien sein erstes Buch unter dem Titel Die Perfekte Ehe oder das Eingangstor zur Einweihung mit dem Geheimnis zur Erweckung der Kundalini und okkulter Kräfte. Heute sind seine Werke international verbreitet.

## Lebenswerk
Bis zu seinem Ableben im Jahre 1977 schrieb Samael Aun Weor mehr als 70 Bücher und hielt zahlreiche Vorträge über gnostischen Esoterismus. In diesen Werken gibt der Autor Anleitungen zur Erweckung der seiner Ansicht nach im Menschen latent vorhandenen okkulten Kräfte, um so die Revolution des Bewusstseins und die innere Selbstverwirklichung des Seins zu erreichen. Das Wort „Gnosis“ bedeutet „Erkenntnis“. Dieses Wissen sei nach Angaben des Autors so alt wie die Menschheit selbst.

### Lehre
Samael Aun Weor beschreibt, dass schon vor ca. 2000 Jahren Jesus Christus im Geheimen seinen Jüngern die „Gnosis“ gelehrt habe. Bereits vor Christus habe es andere große Weise gegeben, die das gleiche Wissen lehrten, wie z. B. Gautama Buddha in Indien oder Quetzalcoatl im alten Mexiko.
Seiner Lehre nach ist die echte Gnosis kein exklusives Eigentum dieser oder jener Religion, sondern ein völlig neutraler Funktionalismus des Bewusstseins, und jeder Mensch mit einem suchenden Geist, der den Weg der Selbsteroberung beginnt, werde sie eines Tages unweigerlich besitzen.
Er beschreibt, dass in jedem Menschen göttliche Kräfte latent vorhanden sind, die auf den Moment ihrer Erweckung warten, beispielsweise vom „Dritten Auge“, vom „Dritten Ohr“, der „Telepathie“, von der „Erinnerung an frühere Leben“, der „Göttlichen Intuition“, von „bewussten Reisen der Seele in die Astralwelt“, von der „Göttlichen Kundalinischlange“. Er gibt in seinen Büchern ethische und moralische Sichtweisen zum Thema „Wissenschaft der Sexualität“ weiter.
Samael Aun Weor betont in seinen Werken außerdem, dass echtes Wissen nur durch direkte Selbsterfahrung gewonnen werden könne. Er beschreibt in seinen Werken in detaillierter Form zahlreiche praktische Übungen.
Sein 1955 erschienenes Buch Cosmic Ships gilt als eines der ersten Veröffentlichungen des Ufoglaubens.

### Aspekte seiner Botschaft
Samael Aun Weor gibt in seinen Werken drei sogenannte „Faktoren zur Revolution des Bewusstseins“ an:
1. Die Elimination der psychischen Defekte: Zorn, Geiz, Stolz, Faulheit, Neid, Wollust, Völlerei, schlechter Wille, negative Gedanken, niedrige Emotionen usw.
2. Die sexuellen Mysterien: Das bedeutet das weise Nutzen der sexuellen Energie durch die geheimen Schlüssel der Sexualität.
3. Opfer für die Menschheit: Das bedeutet, den Menschen selbstlos, mit wirklicher Liebe insbesondere in spiritueller Hinsicht zu helfen, ohne dafür Geld zu verlangen oder irgendeine Gegenleistung zu erwarten.
Der Autor beschreibt, dass man sich anhand dieser drei Faktoren der Revolution des Bewusstseins von Unwissenheit, Krankheit, Schmerz und sogar vom Tod befreien könne.
Er weist in seinen Darlegungen und Erklärungen mit Nachdruck darauf hin, was das wichtigste Ziel der menschlichen Existenz sei: Die psychologischen Defekte im menschlichen Bewusstsein zu eliminieren und dadurch die innere Selbstverwirklichung und die endgültige Befreiung vom Leiden und vom „Rad des Samsara“ zu erreichen.
Seiner Lehre nach ist diese „Gnosis“ eine Vereinigung von Orient mit dem Okzident, das Wissen um Buddha mit dem Wissen um Christus, einen entschleierten und esoterisch erlebten Buddhismus und Christianismus, und wer diese Lehre wirklich lebe, inkarniere den inneren Buddha und den inneren Christus und befreie sich von allen Ketten dieser Welt.
Sein Hauptwerk El Matrimonio Perfecto („Die Perfekte Ehe“) befasst sich im Besonderen mit der Eliminierung der psychologischen Defekte im Menschen sowie mit den sexuellen Mysterien und enthält Anleitungen in einfacher und direkter Sprache zu deren Anwendung.
Samael Aun Weor veröffentlichte seine Publikationen in der Zeit zwischen 1950 und 1977. Sein Wunsch war, dass seine Bücher billig verkauft werden, damit auch die Armen diese erstehen können. Er hat niemals Autorenrechte oder Tantiemen verlangt und niemanden ermächtigt, diese zu verlangen. In einem Gnostischen Kongress 1976 in Guadalajara, Mexico, verzichtete er öffentlich auf diese und ernannte auch keine „Nachfolger seines Werkes“. Seine Bücher wurden in andere Sprachen wie Englisch, Französisch, Italienisch, Portugiesisch, Japanisch und einige seiner Werke auch ins Deutsche übersetzt.

## Werke
- Die Perfekte Ehe. 2015, ISBN 978-3-943208-26-9
- Einführung in die Gnosis „Grundkurs für den ersten Grad“ und Jenseits des Todes „Grundkurs für den zweiten Grad“, 1995, ISBN 3-905723-00-X (zwei Bücher in einem Band)
- Blick auf das Mysterium „Grundkurs für den dritten Grad“, 1997, ISBN 3-905723-01-8
- Die Liebe und der Valentinstag, 2000, ISBN 3-905723-06-9
- Das Buch der Toten, 2001, ISBN 3-905723-03-4
- Hölle, Teufel, Karma – es gibt sie, 22. Höchste Weihnachtsbotschaft 1973 – 1974, 2002, ISBN 3-905723-08-5
- Abhandlung über Revolutionäre Psychologie, 24. Höchste Weihnachtsbotschaft 1975 – 1976 und Die Große Rebellion, 25. Höchste Weihnachtsbotschaft 1976 – 1977, 2004, ISBN 3-905723-09-3 (zwei Bücher in einem Band)
- Kosmische Raumschiffe, 2005, ISBN 3-905723-04-2
- Fliegende Untertassen, 2005, ISBN 3-905723-05-0
- Die Geheime Lehre von Anahuac 23. Höchste Weihnachtsbotschaft 1974 – 1975, 2006, ISBN 3-905723-10-7
- Christusbewusstsein/Gnostischer Katechismus/Die Macht ist im Kreuz, 2006, ISBN 3-905723-11-5
- Das Gelbe Buch, 2007, ISBN 978-3-905723-12-0
- Die Halskette des Buddha, 2011, ISBN 978-3-943208-00-9
- Radikale Umwandlung, 2012, ISBN 978-3-943208-01-6
- Mysterien des Lebens und des Todes, 2012, ISBN 978-3-943208-02-3
- Die drei Berge, 2014, ISBN 978-3-943208-22-1
- Tarot und Kabbala Band I: die großen Arkana des Tarot, 2015, ISBN 978-3-943208-27-6
- Tarot und Kabbala Band II: Kabbala und Numerologie, 2016, ISBN 978-3-943208-28-3